# FV-102 Striker
Le FV-102 Striker est un véhicule anti-chars britannique de la famille des véhicules de combat de reconnaissance chenillés.

## Généralités
Le Striker est le véhicule de la famille des CVR (T) qui permet le transport et le tir des missiles anti-chars filo-guidés Swingfire.
Cinq missiles sont à poste, prêts à être tirés sur une rampe à l'arrière de l'engin et cinq autres sont prêts à être rechargés. La rampe de tir d'élève de 35° lors de la mise à feu. Le système de visée peut être démonté pour être utilisé en version débarqué, afin d'optimiser le camouflage du tireur alors que l'engin reste à couvert. Ceci est rendu possible par le fait que le missile peut tourner de 90° une fois tiré. 
Les missiles sont équipés d'une tête explosive et sont guidés, à l'origine, par un système de joystick avec lequel le tireur devait suivre sa cible. Les dernières versions disposent d'un système de visée semi-automatique au travers duquel le tireur repère sa cible pour l'acquérir et verrouiller son missile dessus.
Son moteur est à l'origine Jaguar J60 4,2 litres 6 cylindres fonctionnant a l'essence. Il est remplacé par un moteur diesel Cummins BTA 5.9, utilisé aussi par le FV107 Scimitars, lors du programme de remise a niveau des CVR(T).

## Histoire

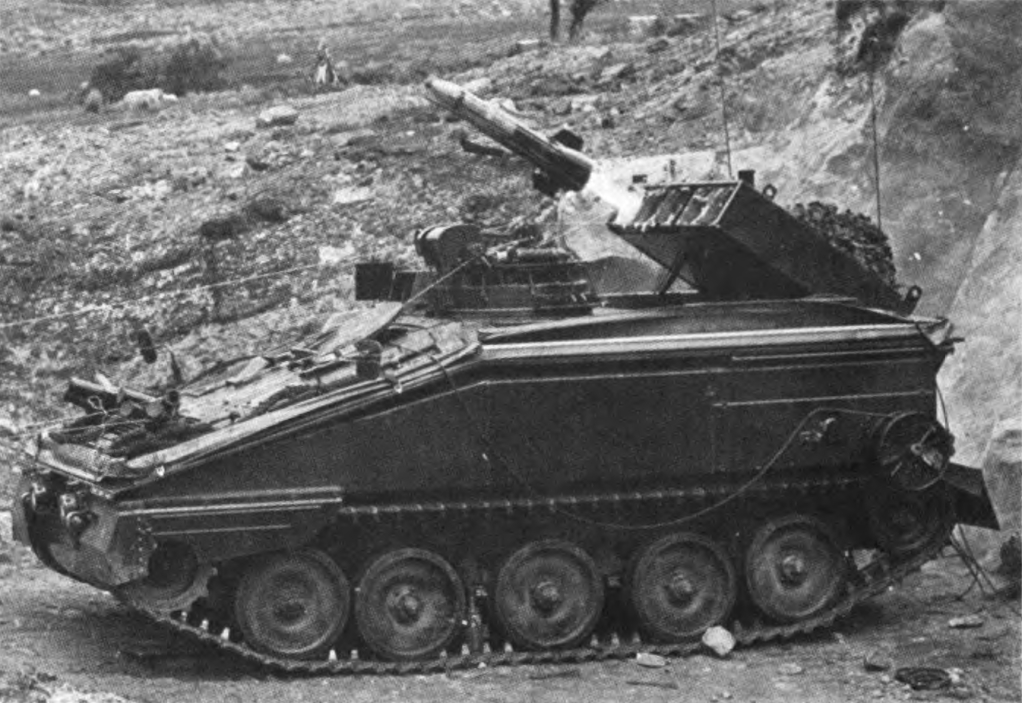
Tir d'un missile lors d'essais en 1975.

Le Striker est entré en service en 1976 au sein des unités d'artillerie de la British Army of the Rhine (BAOR). Depuis, ils ont été transférés au Corps Royal Blindé britannique (Royal Armoured Corps) et équipent les régiments de reconnaissance blindés jusqu'à leur retrait après 2005.

## Armement et équipement

### Armement principal
Le Striker est équipé de 10 missiles Swingfire (dont cinq à poste) d'une portée de 4 000 m.

### Armement secondaire
- Mitrailleuse L7-GPMG de 7,62 mm coaxiale emportant 3 000 cartouches
- Lance-pots fumigènes : 1 série de 4 lance-pots de chaque côté de la tourelle

### Équipement
Le Striker est équipé pour combattre en ambiance NBC. Il est aussi équipé d'un système de visée avec intensificateur de lumière

## Pays utilisateurs
- Royaume-Uni
  -  British Army
- Belgique
  - armée belge (43 en 1983)